# Copticostola acuminata
Copticostola acuminata är en fjärilsart som beskrevs av Walsingham 1911. Copticostola acuminata ingår i släktet Copticostola och familjen stävmalar. Inga underarter finns listade i Catalogue of Life.